# Bangweulu-Litschi
Der Bangweulu-Litschi (Kobus smithemani), auch Schwarzer Litschi-Wasserbock, Schwarze Moorantilope oder Bangweulu-Moorantilope genannt, ist eine afrikanische Antilopenart aus der Gattung der Wasserböcke. Sie kommt endemisch im Bereich des Bangweulusees im Nordosten Sambias vor. Von den anderen Arten der Kobus leche-Gruppe unterscheidet sich die Art vor allem durch die dunklere Färbung.

## Merkmale
Der Bangweulu-Litschi erreicht eine durchschnittliche Kopf-Rumpf-Länge von 160 (Männchen) bzw. 152 Zentimeter (Weibchen), hat einen 30 bis 45 Zentimeter langen Schwanz und erreicht ein durchschnittliches Gewicht von 90 kg (Männchen) bzw. 70 kg (Weibchen). Es ist damit kleiner und leichter als die Letschwe (Kobus leche) und die Kafue-Litschi (K. kafuensis). Männchen und Weibchen zeigen einen deutlichen Geschlechtsdimorphismus, sowohl hinsichtlich der Färbung als auch bezüglich der Größe. Männchen sind etwa 30 % schwerer, größer und dunkler. Weibchen und Jungtiere haben ein rotbraunes Fell, wobei die Körperseiten heller sind als der Rücken. Brust, Bauch und die Innenseiten der Beine sind weiß. Die weiße Färbung der Unterseite und die rotbraune Färbung der Körperseiten verlaufen nicht allmählich ineinander, sondern sind scharf voneinander getrennt. Auf der Unterseite des Halses von der Kehle bis zur Brust verläuft ein schmaler heller Streifen. Auf der Vorderseite der Vorderbeine befinden sich dunkle Streifen. Der Schwanz endet in einer buschigen schwarzen Quaste. Der Kopf hat die gleiche Färbung wie der Körper. Die Lippen, ein unvollständiger Ring um die Augen und die Innenseiten der Ohren sind weiß. Männchen werden mit bis zum Alter von vier Jahren immer dunkler und ein Teil des Fells nimmt eine bräunlich-schwarze Färbung an. Die Umfärbung zeigt sich zuerst an den Schultern, dann an am unteren Halsbereich, an der unteren Wangenpartie und an den Außenflächen der Vorderbeine. Später breitet sich die bräunlich-schwarz Färbung weiter nach hinten aus. Das Ausmaß der dunklen Färbung variiert sowohl individuell als auch saisonal und ist während der Brunftzeit am stärksten ausgeprägt. Bei alten Männchen kann fast der gesamte Körper braunschwarz gefärbt sein und nur wenige rotbraune Flecken verbleiben an Stirn, am Hals und den Hinterbeinen.

## Lebensraum und Lebensweise

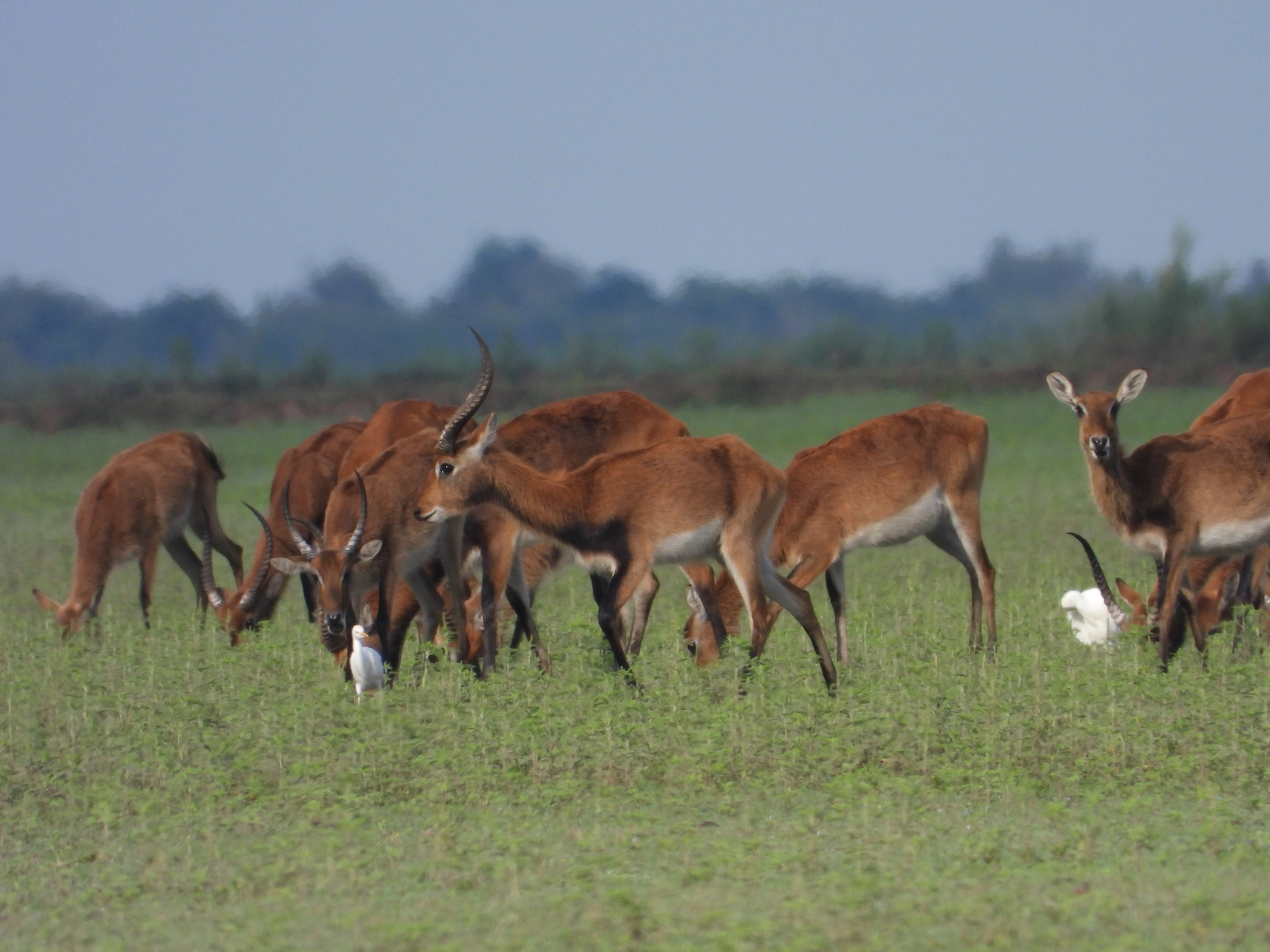
Grasende Herde

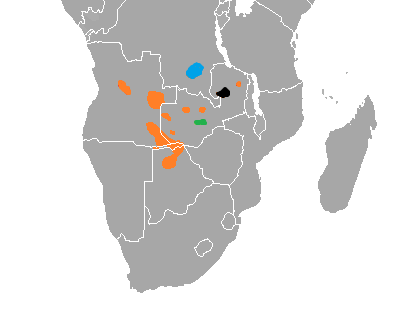
Verbreitungsgebiete der Kobus leche-Gruppe:
Kobus smithemani
Kobus leche
Kobus anselli
Kobus kafuensis

Der Bangweulu-Litschi lebt am Rand von Sümpfen, in Überschwemmungsgebieten und in feuchten Savannen in Gewässernähe. Oft halten sie sich in überschwemmten Gebieten mit einer Wassertiefe von zwei bis sechs Zentimeter auf und folgen mit den Jahreszeiten (Regenzeit und Trockenzeit) dem Anstieg und Fall des Wasserspiegels. Tiefen von mehr als 60 Zentimeter werden höchstens zum Schutz vor Beutegreifern aufgesucht, ansonsten aber gemieden. Der Bangweulu-Litschi ist ein Selektierer, der sich vor allem von den weichen, grünen Blättern der in den Feuchtgebieten vorkommenden Gräsern ernährt. Halme werden nur in der Trockenzeit verzehrt. Eine wichtige Nahrungspflanze ist die Hirse Echinochloa stagnina, die in der Regenzeit bis zu 60 % der verzehrten Nahrung ausmachen kann. Weitere Gräser die häufig gefressen werden sind Acroceras macrum, Leersia hexandra, Vossia cuspidata, Oryza barthii und Eleocharis. Da diese Gräser einen hohen Wassergehalt haben, trinken die Antilopen kaum. Wahrscheinlich ist der Bangweulu-Litschi sowohl tagsüber als auch nachts aktiv. Gefressen wird meist am Morgen und am Vormittag sowie in den Abendstunden. Mittags ruhen die Tiere und legen sich hin, wenn trockener Boden zur Verfügung steht. Auf überschwemmten Flächen bleiben sie stehen.

## Fortpflanzung
Die Brunft- und Paarungszeit beginnt im Dezember, erreicht Mitte Februar ihren Höhepunkt und endet Ende März oder Anfang April. Um paarungsbereite Weibchen anzulocken besetzen starke Männchen feste Reviere auf festem, nicht Überschwemmungen ausgesetzten Gebieten, was für die Ruheperioden der Tiere wichtig ist. Bangweulu-Litschi sind polygyn und Männchen paaren sich mit mehreren Weibchen. Die Trächtigkeitsdauer beträgt etwa 260 Tage und die Kälber werden zum Beginn der Regenzeit zwischen November und Januar geboren. Kurz vor der Geburt ziehen sich die trächtigen Weibchen in Gebiete mit dichter Vegetation, z. B. in Papyrusdickichte zurück um zu gebären. Das Neugeborene hält sich einige Tage lang versteckt, das Muttertier bleibt nach Möglichkeit in der Nähe, vor allem in der Nacht. Sobald das Jungtier gut laufen kann, kehren Mutter und Kalb zur Herde zurück. Das Jungtier wird mindestens viermal am Tag gesäugt. Zwischen Muttertier und Kalb besteht nur eine lose Bindung. Die Jungtiere sind oft allein unter sich und treffen ihre Müttern nur gelegentlich. Die Entwöhnung findet wahrscheinlich im Alter von etwa drei Monaten statt. Die Muttertiere werden kurz darauf wieder trächtig. Weibliche Jungtiere werden mit einem Alter von einem Jahr geschlechtsreif und etwa zwei Drittel werden schon im Alter von einem bis zwei Jahren trächtig. Bei jungen Männchen beginnt das Wachstum der Hörner im Alter von sechs Monaten. Ihre volle Länge erreichen sie wenn die Tiere sieben Jahre alt sind. Mit vier Jahren sind die Männchen ausgewachsen. Wahrscheinlich sind sie aber schon vor diesem Zeitpunkt in der Lage, erfolgreich um Territorien und Weibchen zu konkurrieren.

## Systematik
Der Bangweulu-Litschi ist eine Art aus der Gattung der Wasserböcke (Kobus), zu der rund ein Dutzend Arten gehören. Die Gattung steht innerhalb der Tribus der Reduncini und der Familie der Hornträger (Bovidae). Zu den Reduncini werden außerdem noch die Riedböcke (Redunca) und die Rehantilope (Pelea) gezählt. Die Vertreter der Tribus repräsentieren mittelgroße bis große, an wasserreiche Landschaften angepasste Antilopen, die sich hauptsächlich grasfressend ernähren.
Die Antilope wurde 1900 durch den englischen Zoologen Richard Lydekker erstmals wissenschaftlich beschrieben. Sie galt lange Zeit als Unterart der Letschwe (Kobus leche). Bei einer Revision der Hornträger, die Colin Peter Groves und Peter Grubb im Jahr 2011 vorlegten, wurden sie in den Artstatus erhoben. Kingdon und andere Autoren sehen den Bangweulu-Litschi jedoch weiterhin als Unterart der Letschwe an.

## Gefährdung
Der Bangweulu-Litschi gilt als gefährdet. Man schätzt, dass es Anfang des 20. Jahrhunderts 200.000 Exemplare gab. Bis zu den späten 1960ern sank der Bestand auf 16.000 bis 17.000 Exemplare und stieg in den 1980er Jahren auf 40.000 Tiere an. 2016 schätzte man den Bestand auf 30.000 bis 33.000 Exemplare. Ursprünglich kam der Bangweulu-Litschi auch am Mwerusee, von wo das Typusexemplar stammt, und in den Überschwemmungsgebieten des Chambeshi vor, ist dort aber wahrscheinlich verschwunden. Der Hauptgrund für den Bestandsrückgang ist die illegale Jagd.